# باغيدال (ميزوري)
باغيدال (بالإنجليزية: Pagedale city, Missouri)‏ هي مدينة تقع بولاية ميزوري في الولايات المتحدة. تبلغ مساحتها 3.12 كم2، وترتفع عن سطح البحر 173 م، بلغ عدد سكانها 3,304 نسمة في عام 2010 حسب إحصاء مكتب تعداد الولايات المتحدة وتصل الكثافة السكانية فيها 1,059 نسمة لكل كيلومتر مربع (2,742.8/ميل2).

## التركيبة السكانية
حدّد مكتب تعداد الولايات المتحدة بيانات التركيبة السكانية لباغيدال في تعداد الولايات المتحدة. في ما يلي، التركيبة السكانية حسب تعدادي 2000 و2010.

### تعداد عام 2000
بلغ عدد سكان باغيدال 3,616 نسمة بحسب تعداد عام 2000، وبلغ عدد الأسر 1,213 أسرة وعدد العائلات 891 عائلة مقيمة في المدينة. في حين سجلت الكثافة السكانية 1,159 نسمة لكل كيلومتر مربع (3,001.8/ميل2). وبلغ عدد الوحدات السكنية 1,408 وحدة بمتوسط كثافة قدره 451.3 لكل كيلومتر مربع (1,168.9/ميل2).
وتوزع التركيب العرقي للمدينة بنسبة 5.67% من البيض و92.09% من الأمريكيين الأفارقة و0.30% من الأمريكيين الأصليين و0.22% من الأمريكيين ذوي الأصول الآسيوية و0.28% من الأعراق الأخرى و1.44% من عرقين مختلطين أو أكثر و1% من الهسبانيون أو اللاتينيون من أي عرق.
بلغ عدد الأسر 1,213 أسرة كانت نسبة 45.1% منها لديها أطفال تحت سن الثامنة عشر تعيش معهم، وبلغت نسبة الأزواج القاطنين مع بعضهم البعض 28.4% من أصل المجموع الكلي للأسر، ونسبة 39% من الأسر كان لديها معيلات من الإناث دون وجود شريك،  بينما كانت نسبة 6.1% من الأسر لديها معيلون من الذكور دون وجود شريكة وكانت نسبة 26.5% من غير العائلات. تألفت نسبة 22.3% من أصل جميع الأسر من عدة أفراد يعيشون في نفس المنزل ونسبة 7.3% كانت تتألف من شخص يعيش بمفرده يبلغ من العمر 65 عاماً أو أكثر. وبلغ متوسط حجم الأسرة المعيشية 2.89، أما متوسط حجم العائلات فبلغ 3.40.
بلغ العمر الوسطي للسكان 33.9 عاماً. وكانت نسبة 31.2% من القاطنين تحت سن الثامنة عشر، وكانت نسبة 9.6% بين الثامنة عشر والرابعة والعشرين عاماً، ونسبة 23.8% كانت واقعةً في الفئة العمرية ما بين الخامسة والعشرين والرابعة والأربعين عاماً، ونسبة 21.8% كانت ما بين الخامسة والأربعين والرابعة والستين، ونسبة 10.5% كانت ضمن فئة الخامسة والستين عاماً فما فوق. يوجد لكل 100 أنثى 82.7 ذكر، ويوجد لكل 100 أنثى في الثامنة عشر من عمرها فما فوق 75.5 ذكر.
بلغ متوسط دخل الأسرة في المدينة 23,873 دولارًا، أما متوسط دخل العائلة فبلغ 25,917 دولارًا. وكان متوسط دخل الذكور 31,875 دولارًا مقابل 24,423 دولارًا للإناث. وسجل دخل الفرد الخاص بالمدينة 11,005 دولارًا. وكانت نسبة 25.7% من العائلات ونسبة 29.5% من السكان تحت خط الفقر، وكان من هؤلاء نسبة 38.9% تحت سن الثامنة عشر ونسبة 29.6% في الخامسة والستين من العمر وما فوق.

### تعداد عام 2010
بلغ عدد سكان باغيدال 3,304 نسمة بحسب تعداد عام 2010، وبلغ عدد الأسر 1,179 أسرة وعدد العائلات 829 عائلة مقيمة في المدينة. في حين سجلت الكثافة السكانية 1,059 نسمة لكل كيلومتر مربع (2,742.8/ميل2). وبلغ عدد الوحدات السكنية 1,461 وحدة بمتوسط كثافة قدره 468.3 لكل كيلومتر مربع (1,212.9/ميل2).
وتوزع التركيب العرقي للمدينة بنسبة 3.39% من البيض و93.43% من الأمريكيين الأفارقة و0.24% من الأمريكيين الأصليين و0.15% من الأمريكيين ذوي الأصول الآسيوية و0.58% من الأعراق الأخرى و2.21% من عرقين مختلطين أو أكثر و1.36% من الهسبانيون أو اللاتينيون من أي عرق.
بلغ عدد الأسر 1,179 أسرة كانت نسبة 39% منها لديها أطفال تحت سن الثامنة عشر تعيش معهم، وبلغت نسبة الأزواج القاطنين مع بعضهم البعض 22.5% من أصل المجموع الكلي للأسر، ونسبة 39.9% من الأسر كان لديها معيلات من الإناث دون وجود شريك،  بينما كانت نسبة 7.9% من الأسر لديها معيلون من الذكور دون وجود شريكة وكانت نسبة 29.7% من غير العائلات. تألفت نسبة 25.4% من أصل جميع الأسر من عدة أفراد يعيشون في نفس المنزل ونسبة 10.5% كانت تتألف من شخص يعيش بمفرده يبلغ من العمر 65 عاماً أو أكثر. وبلغ متوسط حجم الأسرة المعيشية 2.79، أما متوسط حجم العائلات فبلغ 3.33.
بلغ العمر الوسطي للسكان 32.7 عاماً. وكانت نسبة 30.6% من القاطنين تحت سن الثامنة عشر، وكانت نسبة 10% بين الثامنة عشر والرابعة والعشرين عاماً، ونسبة 24.3% كانت واقعةً في الفئة العمرية ما بين الخامسة والعشرين والرابعة والأربعين عاماً، ونسبة 23.4% كانت ما بين الخامسة والأربعين والرابعة والستين، ونسبة 11.7% كانت ضمن فئة الخامسة والستين عاماً فما فوق. وتوزع التركيب الجنسي للسكان بنسبة 46.1% ذكور و53.9% إناث.

## وصلات خارجية
- الموقع الرسمي